# Tearing Down the Spanish Flag
Tearing Down the Spanish Flag è un cortometraggio muto del 1898 diretto da James Stuart Blackton e da Albert E. Smith.

## Trama
Il film è costituito dalla rappresentazione di una mano che abbatte con un colpo una bandiera spagnola.

## Produzione
Il film fu prodotto dalla American Vitagraph Company e girato a Brooklyn il 21 aprile 1898. Non si conoscono copie esistenti del film.

## Distribuzione
Distribuito dalla American Vitagraph Company.

### Critica
Sul primo film di Blackton vi è un testo di internet Movie Database.